# デスティニープラン
デスティニープラン（Destiny Plan）は、アニメ『機動戦士ガンダムSEED DESTINY』に登場する架空の社会構想。

## 概要
デスティニープランではアニメーション作品『機動戦士ガンダムSEED DESTINY』第39話から存在が示唆され、第48話から物語世界における概要が説明された。同作品を手掛けたスタッフの間でも様々な見解がなされている。
監督の福田己津央は放映終了後のインタビューにおいて、デスティニープランと関連して導入者のデュランダルについてまず言及し「演出上そうしないとストーリーが色んな意味で誤解を生むと思ったから、デュランダルを悪役のように描いただけで、僕自身は彼を何ら悪だと思っていません。彼のやろうとした事も正義」と前置きした上で、デュランダルが世界の幸せを望むのは「自分の利益とか欲望のためではなく、信念によるもの」であり、その行為を評し「非情ではあるが悪と断じるのは無理があるだろう」としている。また、デスティニープランに際して、まず前提として「生命とは闘争と生存競争によって現行の環境に適応した種によって進化していく」という持論を展開し、進化＝闘いであるという思想を説明する。その上で監督によると、デュランダルの考えはその様な「闘争本能と生存競争」を否定し、デスティニープラン導入によって『好戦的で利己的な遺伝子はきれいに消去』する事で、完全導入後はそれらの存在しない『管理された遺伝子と、その人種』だけが管理された『閉ざされた世界』を構築して生き残ることである。これによって、結果的に『平和が齎される』『間違いなく地球上から戦争は無くなる』と監督は断定している。その前提の上で、福田監督はデスティニープランを採用した世界を「進化」の否定＝「闘争や生存競争」の否定としており、「自ら進化しないということは計算外の希望や未来は許され」ないことから、即ち進化を捨てた故の「生物種としての自死」状態に陥るとしている。また、福田監督はデスティニープランの善悪を語らず、その上で遺伝子を発端にはじまったこの世界の戦乱と同プランに対してレイ・ザ・バレルが遺伝子上同一人物とされるラウ・ル・クルーゼと異なる選択が出来る別人である事を上げ、先述するデュランダルの正しさや正義を踏まえた上でそれでも、『"遺伝子を管理"したとしても、前提として"人はやはり別人"』という事を描く事で、監督としてその点を視聴者にメッセージとして伝えたい事を示した。
一方で、シリーズ構成を務めた両澤千晶は、製作時の世情を見て、「挫折や失敗もなく、効率よく最短ルートで生きる手段」を人々が求めるかのように向かっていると考え、それを実現してしまう存在としてデスティニープランを構想したと語っている。
また、設定製作を担当した森田繁はデスティニープランとは、遺伝子を調査すれば職業適性でも何でもわかる、その適正を最優先させれば不満も生じない、そういう社会を作ろうという計画である。上から強制するのでは無くて、人々が自主的に賛同する形で実施するのが、デュランダルの真の狙いであり、彼はそうなるように世界を操ろうとしていたと説明している。
『SEED DESTINY』本放映終了の直後から公開が始まった、SEED DESTINY公式HP内コーナー『DESTINY-I.Q』における解説によると、「劇中においてもだが」とあえて前置きをした上で、「デスティニープランは必ずしも全否定出来る計画では無い」という評価がされている。ただし、その過程でミーアのような犠牲や人生を捻じ曲げられてしまった人は出る事と、デュランダルはそういう事例も厭わず許容しデスティニープランを進めている事も、合わせて説明されている。

## 設定
アニメ作中においては、プラント最高評議会議長ギルバート・デュランダルにより提唱された社会システム構想として登場。
関連書籍の説明においては、デュランダルは（ロゴスによる操作を除いた）戦争の要因は自身への不当な評価や現状への不満であると考え、より効率的な社会システムの構築を目指していたものとされている。デスティニープランの施行下ではナチュラル・コーディネイターを問わず全人類の遺伝子を採集、解析し、各自の適正職業が選択される。そしてその解析結果は各自に伝えられ、最適職種に振り分けられるというものである。このシステムは基本的に強制であり、職業選択において自由意志は存在しない。
公式HPによると、メサイア内部にあるコンピューター群がデスティニープランのメインとなるＤＮＡ解析の中枢となっている。
デュランダルはこのプランが急速な社会変化をもたらす事から安易に支持を得られるものでないことを踏まえ、プラント内でも他の評議員に知られないように計画を進めていた。そしてブレイク・ザ・ワールド後の戦乱を経て、世界の厭戦気運が高まった段階で実施を公表した。
デスティニープランによる職業の振り分けは遺伝子による能力で判別されるため、縁故や血統による才能以上の地位は得られない。また、遺伝子のみを判断基準とするため、後天的な努力によって職業を得た者などもその職を追われる事となってしまう。プランの発表においてはプラント・ザフト内でも動揺は広がったが、プランの全貌が把握し辛かったことと、遺伝子調整によって生まれたコーディネイターにとっては有利に働くことから、明確な反対意見は聞かれなかった。
オフィシャルファイルマガジン『機動戦士ガンダムSEED DESTINY OFFICIALFILE』に掲載されたミニコーナーではラクスがデスティニープランについて語る記述があり、この中でラクスは上記の「自由意思の封殺」以外にも「遺伝子レベルでの格差の発生」および「現段階における遺伝子解析技術の不確実性」といったその他の問題点もいくつか指摘している。

## 劇中での動向

### 機動戦士ガンダム SEED DESTINY
ギルバート・デュランダルによるデスティニープランの発表後、地球連合全体としては事実上の無視を決め込むが、真っ先に中立国のオーブとスカンジナビア王国の二ヶ国のみが明確にこのプランへの反対を表明した。またアルザッヘル基地の地球連合軍も艦隊を出撃させるも、これに対しデュランダルは連合軍より鹵獲したレクイエムをもって艦隊及びアルザッヘル基地を攻撃し、同基地に赴いていたジョゼフ・コープランド大西洋連邦大統領もろとも消滅させた。
その後、アルザッヘル基地に対するレクイエム照射を口実にオーブ・地球連合・クライン派の連合部隊がレクイエムに駐留するザフト艦隊に攻撃を仕掛けたことによりメサイア攻防戦が発生する。クライン派の攻撃により、レクイエムと機動要塞メサイアが陥落し、デュランダルは死亡した。その結果、デスティニープランは推進者を失って計画は頓挫した。

### 機動戦士ガンダムSEED ASTRAY 天空の皇女
フェアネス・ツヴァイクレがデュランダルが見落としていた欠点を改良した新たなデスティニープランを計画・実行しようとしており、ベルナデット・ルルーからの取材に応じて、そのことを公表した。公表後、地球連合の一部が賛同を表明しているだけだが、叢雲劾は今後はプラントにも賛同者は出るだろうと語っていた。しかし、物語終盤でフェアネスが遺伝子から与えられた能力を超えた力を発揮してゴールドフレーム アマテラスに勝利したことで、人は遺伝子を超えて成長できると実感し、新たなデスティニープランを中止した。

### 機動戦士ガンダムSEED FREEDOM
ザフトの支援によってユーラシア連邦から独立を果たした新興王政国家ファウンデーション王国の女王アウラ・マハ・ハイバルにより当国に導入され、彼女が生み出したプラン導入後の支配階層とも言える新種のコーディネイターであるアコードたちにより、亡きギルバート・デュランダルのプランを正確に継承する形で施行されていた。
コンピューターによる診断のもと、アウラとアコード達を筆頭にした社会制度を実現していたが、その裏では絶対的な階層社会を構築しており、貧富などの各種差別・格差を生み出していた。また、アウラ含むプランに選ばせた特定の上位階層に権利と利権を集中貸与していたが故に発生した問題を強引に、また政府側から一方的に弾圧した。これが皮肉にもギルバート・デュランダルやフェアネス・ツヴァイクレが構築しようとしたプランで実現される社会の現実と歪みを浮き彫りにする例となった。
アウラ達ファウンデーション軍は、このプランをそのまま世界に対し、強制的に導入・実行しようと先の大戦で両軍に使われたレクイエムをザフトの支援にて改修。「我が国土を焼いた」復讐として第一射をユーラシア連邦の首都モスクワに着弾させ、脅しとは名ばかりの攻撃を行い、世界に通告する。しかし、第二射目としてオーブを攻撃しようとするも、キラ・ヤマトの挑発により、アウラの命によりオーブ連合首長国の首都オロファトから強襲揚陸艦ミレニアムに変更したことでオーブ領海上へと盛大に誤射。その後、プランの要であるラクス・クラインを奪還された上に後にミレニアムから流された放送にてプランを完全否定され、アコード達は各々の戦いで敗れ、アウラ自身も搭乗していた旗艦もろとも死亡し、プラント国内にてクーデターを起こしたザフト反乱軍も敗北した。さらに、地表に存在していた王国自体も国民含めキラ・ヤマトを亡き者にしようと、自身らの策略により戦術核ミサイルにて焼失していたため、デスティニープランは後継者も一切いなくなって終息し、デスティニープランを巡る混乱はようやく決着を迎えた。

## その他の作品における扱い
アニメ終了後に発売された『スーパーロボット大戦L』では、異星人や異世界からの侵略者であるセントラルへの防衛手段という独自の解釈がなされており、全ての人の前にレールを敷くと言う概要こそ変わらないものの、主目的として「SEED保有者やゼントラ化に適した遺伝子を持つ人間の発見及び、そうした者たちによる特殊部隊の設立」などが挙げられた。